# Стад де ла Пе
Стад де ла Пе (англ. Stade de la Paix) — футбольный стадион в Буаке, построенный в 1984 году, реконструирован в 2022 году. Стадион принимал матчи Кубка Африки 1984 года. Арена принимала девять матчей Кубка Африканских наций 2023 года по футболу, включая полуфинальную встречу.

## История
Стад де ла Пе — футбольный стадион в городе Бауке, Кот-д’Ивуар. Вместимость стадиона составляет 40 000 мест.
Стадион был построен в 1984 году в рамках плана Кот-д’Ивуара по проведению Кубка африканских наций 1984 года. В общей сложности 7 игр того турнира были проведены на этой арене, в том числе 6 на групповом этапе и 1 на стадии плей-офф.
Во время ивуарийского кризиса (с октября 2002 по март 2007 года) все спортивные мероприятия были отменены, а стадион заброшен из-за оккупации «Новыми силами Кот-д’Ивуара». Согласно показаниям жителей Буаке, стадион использовался Новыми силами в качестве места казни сотрудников полиции и военнослужащих правительственных войск.
Стадион размерами 119 × 73 метра был спроектирован в форме овальной короны с общим количеством трибун 24. Он служит домашней ареной для трех крупных клубов: ASC Bouaké, Alliance Bouaké и футбольного клуба «Буаке».
30 июля 2007 года на этом стадионе состоялся матч между Кот-д’Ивуаром и Мадагаскаром во время акции «Пламя мира», имеющей большое значение для национального примирения. Это было частью Уагадугского соглашения. Этот матч вызвал значительный интерес, а Кот-д’Ивуар выиграл со счетом 5:0.
В преддверии Кубка африканских наций 2021 года Кот-д’Ивуар инициировал работы по расширению стадиона, чтобы увеличить вместимость до 40 000 посадочных мест в соответствии с требованиями CAF. Этими работами руководила компания Mota Engil, которая превратила объект в стадион в английском стиле, без легкоатлетической дорожки, с крышей над трибунами.
Стадион являлся одним из мест проведения Кубка африканских наций 2023 года по футболу. Здесь состоялись матчи группы C и D, а также один поединок 1/8 финала, один четвертьфинал и один полуфинал.

### Кубок Африканских наций 2023
| Дата           | Время | Команда 1    | Результат      | Команда 2    | Раунд      | Количество зрителей |
| -------------- | ----- | ------------ | -------------- | ------------ | ---------- | ------------------- |
| 15 января 2024 | 20:00 | Алжир        | 1–1            | Ангола       | Группа D   | 19,740              |
| 16 января 2024 | 14:00 | Буркина-Фасо | 1–0            | Мавритания   | Группа D   | 27,898              |
| 20 января 2024 | 14:00 | Алжир        | 2–2            | Буркина-Фасо | Группа D   | 33,501              |
| 20 января 2024 | 17:00 | Мавритания   | 2–3            | Ангола       | Группа D   | 36,318              |
| 23 января 2024 | 17:00 | Гамбия       | 2–3            | Камерун      | Группа C   | 24,172              |
| 23 января 2024 | 20:00 | Мавритания   | 1–0            | Алжир        | Группа D   | 28,010              |
| 27 января 2024 | 17:00 | Ангола       | 3–0            | Намибия      | 1/8 финала | 28,663              |
| 3 февраля 2024 | 17:00 | Мали         | 1–2 (доп. вр.) | Кот-д’Ивуар  | 1/4 финала | 39,836              |
| 7 февраля 2024 | 17:00 | Нигерия      | 1–1 4-2 (p)    | ЮАР          | Полуфинал  |                     |